# Schladebach (Leuna)
Schladebach ist ein Ortsteil der Ortschaft Kötzschau der Stadt Leuna im Saalekreis (Sachsen-Anhalt).

## Geografie
Schladebach liegt zwischen Merseburg und Leipzig östlich der Saale an der Landesgrenze zu Sachsen. Durch den Ort fließt Der Bach, der im Speicher Schladebach gestaut wird.

## Geschichte
Schladebach wurde im Jahr 1012 erstmals urkundlich erwähnt. Das Dorf war bis 1815 der östlichste Ort des zum Hochstift Merseburg gehörigen Amts Merseburg, das seit 1561 unter kursächsischer Hoheit stand und zwischen 1656/57 und 1738 zum Sekundogenitur-Fürstentum Sachsen-Merseburg gehörte. Durch die Beschlüsse des Wiener Kongresses kam der Ort im Jahr 1815 zu Preußen und wurde 1816 dem Kreis Merseburg im 
Regierungsbezirk Merseburg der Provinz Sachsen zugeteilt. 
Am 1. Juli 1950 wurde Schladebach nach Kötzschau eingemeindet, mit dem es am 31. Dezember 2009 zu Leuna kam. Das Eisenbahnmuseum Kötzschau hatte bis 2012 seinen Sitz in Schladebach.

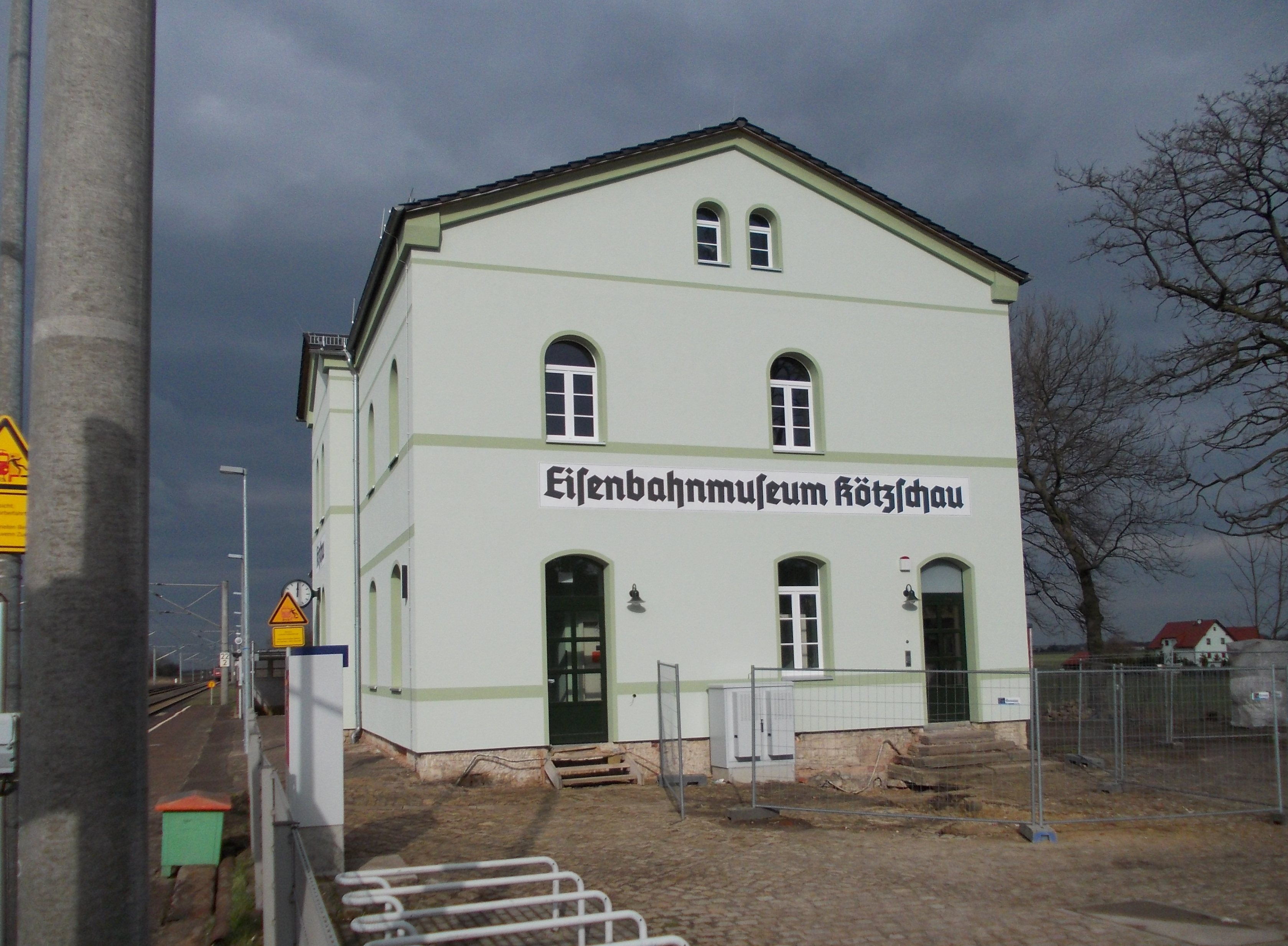
Eisenbahnmuseum

### Tiefbohrung

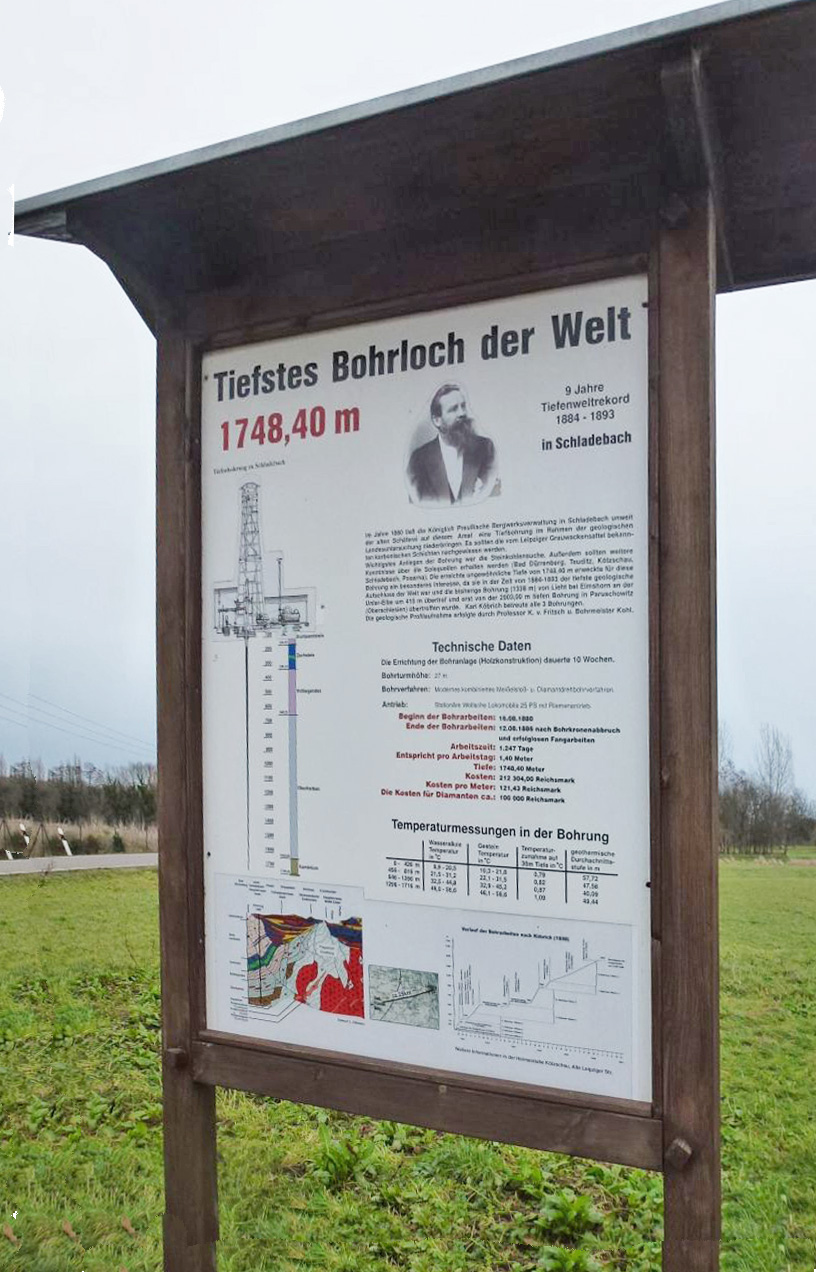
Informationstafel zum einst weltweit tiefsten Bohrloch bei Schladebach

Die Königlich Preußische Bergwerksverwaltung veranlasste 1880 zur Steinkohlensuche, aber auch zur Informationsgewinnung über Solequellen eine Tiefbohrung bei Schladebach unter Betreuung von Karl Köbrich, das Profil nahm Karl von Fritsch auf. 1884 übertraf die Bohrung mit 1748 m die bis dahin weltweit tiefste Bohrung bei Klein Nordende um 410 m, 1893 ging der Tiefenrekord mit 2003 m an den Ort Paruschowitz in Oberschlesien. Auch diese beiden Tiefbohrungen wurden von Köbrich begleitet.

## Verkehr
Östlich des Orts verläuft die A 9. Die nächste Auffahrt ist "Bad Dürrenberg". In Kötzschau besteht Bahnanschluss an die Regionalbahnen nach Weißenfels und Leipzig Hbf an der Bahnstrecke Leipzig–Großkorbetha.